# IIHF Women’s Challenge Cup of Asia 2014
Der IIHF Women’s Challenge Cup of Asia 2014 war die vierte Austragung des durch die Internationale Eishockey-Föderation IIHF durchgeführten Wettbewerbs. Insgesamt nahmen zwischen dem 26. Dezember 2013 und dem 13. März 2014 acht Nationalmannschaften an den zwei Turnieren der Top-Division sowie der erstmals ausgetragenen Division I teil.
Den Titel sicherte sich zum zweiten Mal die Volksrepublik China, die sich im Finalspiel knapp mit 2:1 gegen Nordkorea durchsetzte. In der Division I gewann Gastgeber Hongkong das Turnier.

## Teilnehmer, Austragungsorte und -zeiträume
- Top-Division: 9. bis 13. März 2014 in Harbin, Volksrepublik China
Teilnehmer:  Australien (Neuling),  Volksrepublik China,  Nordkorea (erste Teilnahme seit 2010),  Südkorea

- Division I: 26. bis 28. Dezember 2013 in Kowloon, Hongkong
Teilnehmer:  Hongkong (Neuling),  Singapur (Neuling),  Thailand (Neuling),  Vereinigte Arabische Emirate (Neuling)

## Top-Division
Die Top-Division des IIHF Women’s Challenge Cup of Asia wurde vom 9. bis 13. März 2014 in der chinesischen Millionenmetropole Harbin ausgetragen. Gespielt wurde in der Eislaufhalle der Harbin-Universität.
Am Turnier nehmen vier Nationalmannschaften teil, die in einer Einfachrunde zunächst die Platzierungen ausspielten. Anschließend spielten die beiden Erstplatzierten um den Turniersieg, während die beiden anderen Mannschaften den dritten Platz ermittelten. Das Team der Volksrepublik China gewann zum insgesamt zweiten Mal den Titel durch einen Finalsieg über die Auswahl Nordkoreas.

### Vorrunde
| 9. März 2014 15:00 Uhr (Ortszeit) | Australien | 0:4 (0:0, 0:2, 0:2) Spielbericht | Nordkorea | Harbin-Universität, Harbin Zuschauer: 147 |

| 9. März 2014 18:00 Uhr | Volksrepublik China | 5:0 (1:0, 3:0, 1:0) Spielbericht | Südkorea | Harbin-Universität, Harbin Zuschauer: 316 |

| 10. März 2014 15:00 Uhr | Südkorea | 4:1 (1:0, 0:1, 3:0) Spielbericht | Australien | Harbin-Universität, Harbin Zuschauer: 143 |

| 10. März 2014 18:00 Uhr | Nordkorea | 1:3 (0:3, 0:0, 1:0) Spielbericht | Volksrepublik China | Harbin-Universität, Harbin Zuschauer: 274 |

| 12. März 2014 15:00 Uhr | Nordkorea | 7:1 (2:1, 3:0, 2:0) Spielbericht | Südkorea | Harbin-Universität, Harbin Zuschauer: 157 |

| 12. März 2014 18:00 Uhr | Volksrepublik China | 5:0 (2:0, 2:0, 1:0) Spielbericht | Australien | Harbin-Universität, Harbin Zuschauer: 237 |

| Pl. |                     | Sp | S | OTS | OTN | N | Tore  | Punkte |
| 1.  | Volksrepublik China | 3  | 3 | 0   | 0   | 0 | 13:01 | 9      |
| 2.  | Nordkorea           | 3  | 2 | 0   | 0   | 1 | 12:04 | 6      |
| 3.  | Südkorea            | 3  | 1 | 0   | 0   | 2 | 05:13 | 3      |
| 4.  | Australien          | 3  | 0 | 0   | 0   | 3 | 01:13 | 0      |

Abkürzungen: Pl. = Platz, Sp = Spiele, S = Siege, OTS = Siege nach Verlängerung (Overtime) oder Penaltyschießen, OTN = Niederlagen nach Verlängerung oder Penaltyschießen, N = Niederlagen

### Finalrunde
Spiel um Platz 3
| 13. März 2014 15:00 Uhr (Ortszeit) | Südkorea | 2:1 n. V. (0:0, 0:1, 1:0, 1:0) Spielbericht | Australien | Harbin-Universität, Harbin Zuschauer: 166 |

Finale
| 13. März 2014 18:00 Uhr | Volksrepublik China | 2:1 (0:0, 0:0, 2:1) Spielbericht | Nordkorea | Harbin-Universität, Harbin Zuschauer: 377 |

## Division I
Die Division I des IIHF Women’s Challenge Cup of Asia wurde erstmals vom 26. bis 28. Dezember 2013 in Kowloon, einem Stadtteil der Sonderverwaltungszone Hongkong der Volksrepublik China, ausgetragen. Gespielt wurde im Mega Ice, der einzigen IIHF-zertifizierten Eisfläche der Stadt.
Am Turnier nahmen vier Nationalmannschaften teil, die in einer Einfachrunde den Turniersieger ausspielten. Der Gastgeber Hongkong sicherte sich durch eine makellose Bilanz von drei Siegen aus ebenso vielen Spielen den Turniersieg.
| 26. Dezember 2013 19:35 Uhr (Ortszeit) | Hongkong | 7:1 (4:1, 2:0, 1:0) Spielbericht | Singapur | Mega Ice, Kowloon Zuschauer: 376 |

| 26. Dezember 2013 21:55 Uhr | Thailand | 12:0 (3:0, 2:0, 7:0) Spielbericht | Vereinigte Arabische Emirate | Mega Ice, Kowloon Zuschauer: 223 |

| 27. Dezember 2013 20:20 Uhr | Thailand | 0:4 (0:0, 0:1, 0:3) Spielbericht | Hongkong | Mega Ice, Kowloon Zuschauer: 167 |

| 27. Dezember 2013 22:40 Uhr | Vereinigte Arabische Emirate | 6:7 n. V. (1:2, 2:0, 3:4, 0:1) Spielbericht | Singapur | Mega Ice, Kowloon Zuschauer: 80 |

| 28. Dezember 2013 19:20 Uhr | Hongkong | 9:0 (4:0, 2:0, 3:0) Spielbericht | Vereinigte Arabische Emirate | Mega Ice, Kowloon Zuschauer: 238 |

| 28. Dezember 2013 21:40 Uhr | Singapur | 1:6 (0:1, 0:1, 1:4) Spielbericht | Thailand | Mega Ice, Kowloon Zuschauer: 187 |

| Pl. |                              | Sp | S | OTS | OTN | N | Tore  | Punkte |
| 1.  | Hongkong                     | 3  | 3 | 0   | 0   | 0 | 20:01 | 9      |
| 2.  | Thailand                     | 3  | 2 | 0   | 0   | 1 | 18:05 | 6      |
| 3.  | Singapur                     | 3  | 0 | 1   | 0   | 2 | 09:19 | 2      |
| 4.  | Vereinigte Arabische Emirate | 3  | 0 | 0   | 1   | 2 | 06:28 | 1      |

Abkürzungen: Pl. = Platz, Sp = Spiele, S = Siege, OTS = Siege nach Verlängerung (Overtime) oder Penaltyschießen, OTN = Niederlagen nach Verlängerung oder Penaltyschießen, N = Niederlagen